# Landry, Savoie
Landry este o comună în departamentul Savoie din sud-estul Franței. În 2009 avea o populație de 724 de locuitori.

## Evoluția populației
| An        | 1975 | 1982 | 1990 | 1999 | 2006 | 2009 |
| --------- | ---- | ---- | ---- | ---- | ---- | ---- |
| Populație | 314  | 356  | 490  | 628  | 707  | 724  |